# Thedtsho
Thedtsho (dzong. ཐེད་ཚོ་་) – gewog w dystrykcie Wangdü Pʽodrang w Królestwie Bhutanu. Według spisu powszechnego z 2005 roku, gewog ten zamieszkiwało 2222 osób.
Gewog Thedtsho podzielony jest na 5 mniejszych jednostek zwanych chiwogami. Noszą one następujące nazwy: Thang Goo, Martaloongchu, Wangjokha, Jang Rinchhengang i Lho Rinchhengang.

## Demografia
Według Bhutańskiego Urzędu Statystycznego gewog ten zamieszkuje 1105 mężczyzn i 1117 kobiet (dane za rok 2005) w 453 domostwach. Stanowiło to 7,1% ludności dystryktu.